# Колібрі-бджола
Колі́брі-бджола (Mellisuga) — рід серпокрильцеподібних птахів родини колібрієвих (Trochilidae). Представники цього роду мешкають на Великих Антильських островах.

## Види
Виділяють два види:
- Колібрі-бджола білогорлий (Mellisuga minima)
- Колібрі-бджола кубинський (Mellisuga helenae)

## Етимологія
Наукова назва роду Mellisuga походить від сполучення слів лат. mellis — мед і sugere — смоктати.